# 1919年のスポーツ

## 総合競技大会
- 第4回極東選手権競技大会（フィリピン・マニラ・5月12日～17日）
- 国際軍人競技大会（パリ・6月22日～7月6日）

## アイスホッケー
- スタンレー・カップ：スペイン風邪の影響により受賞者なし

## アメリカンフットボール
- グリーンベイ・パッカーズ創設

## 大相撲
この年も両国国技館使用不能のため、本場所は靖国神社境内で行われた。
優勝掲額者
- 春（1月12日初日）:東横綱 栃木山守也（9勝1休）
- 夏（5月10日初日）:東横綱 栃木山守也（10戦全勝）

優勝旗手
- 春:東前頭14枚目 大ノ里萬助（8勝1敗1預）
- 夏:東前頭6枚目 源氏山大五郎（9勝1敗）

## ゴルフ

### 世界4大大会（男子）
- 全米オープン優勝者：ウォルター・ヘーゲン（アメリカ）
- 全米プロゴルフ優勝者：ジム・バーンズ（アメリカ）

第1次世界大戦の終結により、再開された大会群。全英オープンは1920年まで再開されなかった。

## 自転車競技

### ロードレース
- 第7回ジロ・デ・イタリア

総合優勝：コスタンテ・ジラルデンコ（イタリア）
- 第13回ツール・ド・フランス

総合優勝：フィルマン・ランボー（ベルギー）

## テニス
- 全豪選手権　男子単優勝：アルガーノン・キングスコート（イギリス）
- ウィンブルドン　男子単優勝：ジェラルド・パターソン（オーストラリア）、女子単優勝：スザンヌ・ランラン（フランス）
- 全米選手権　男子単優勝：ビル・ジョンストン（アメリカ）、女子単優勝：ヘイゼル・ホッチキス・ワイトマン（アメリカ）

第1次世界大戦の終結により、再開された大会群。全仏選手権は1920年まで再開されなかった。

## ボクシング
- 7月4日 - ジャック・デンプシー、ジェス・ウィラードを破り、世界ヘビー級王者になる

## 野球

### 日本

#### 大学野球
四大学リーグ
- 春 - 早慶が明法に全勝。
  - 東京帝国大学野球部が正式に発足。

#### 中等野球
- 第5回全国中等学校優勝野球大会決勝（鳴尾球場・8月19日）
神戸一中（兵庫県） 7-4 長野師範（長野県）

### アメリカ大リーグ
- ワールドシリーズ - 八百長事件が発生（ブラックソックス事件）
シンシナティ・レッズ（ナ・リーグ） （5勝3敗） シカゴ・ホワイトソックス（ア・リーグ）

## 誕生
- 1月2日 - 吉原正喜（熊本県、野球、+1944年）
- 1月10日 - 照国万蔵（秋田県、相撲、+1977年）
- 1月23日 - 三井美代子[1]（東京府/静岡県、陸上競技、+2007年）
- 1月31日 - ジャッキー・ロビンソン（アメリカ、野球、+1972年）
- 2月11日 - グレッチェン・フレーザー（アメリカ、アルペンスキー、+1994年）
- 2月26日 - ヘンドリカ・マステンブルーク（オランダ、水泳、+2003年）
- 5月10日 - 千葉茂（愛媛県、野球、+2002年）
- 7月20日 - エドモンド・ヒラリー（ニュージーランド、登山家、+2008年）
- 8月6日 - ポーリーン・ベッツ（アメリカ、テニス）
- 9月15日 - ファウスト・コッピ（イタリア、自転車競技、+1960年）
- 9月20日 - 白木義一郎（東京都、野球、+2004年）
- 9月29日 - 竹本正男（島根県、体操、+2007年）
- 10月11日 - 飯島滋弥（千葉県、野球、+1970年）
- 11月21日 - ゲルト・フレドリクソン（スウェーデン、カヌー）
- 12月1日 - 中尾碩志（三重県、野球、+1977年）
- 12月15日 - アケ・ザイフェルト（スウェーデン、スピードスケート、+1998年）

## 死去
- 7月19日 - ワルター・ブラック（ドイツ、水泳、*1880年）
- 8月21日 - ローレンス・ドハティー（イギリス、テニス、*1875年）